# Leoncio Vidal park
A Leoncio Vidal park (Parque Leoncio Vidal) a kubai Santa Clara központi tere az óvárosban.

## Elnevezése
A teret Leoncio Vidal Caróról, a 19. században kibontakozó kubai függetlenségi háború résztvevőjéről nevezték el. Vidal ezredesként szolgált, és a spanyol gyarmati csapatok elleni, Santa Clara belvárosáért folyó összecsapásokban halt hősi halált.

## Története
A parkot 1848-ban alakították ki, amikor lekövezték a terület egy részét, a többit pedig kertté alakították. A terület a Plaza de Recreo (Pihenőpark) nevet kapta. A parkot körbevevő járdákat a gyarmati időszakban ráccsal kettéválasztották, hogy a fehér telepesek és a színesek ne érintkezzenek.
1911-ben megépítették a La Glorieta nevű pavilont, ahol a városi zenekar adott koncerteket. Idővel számos emlékművet állítottak a parkban, köztük egy obeliszket, amely a város alapítói előtt tiszteleg, egy szökőkutat, amelynek Fuente del Niño de la bota infortunada (szabad fordításban A szerencsétlen csizmájú fiú szökőkútja) a neve. A szökőkút közepén egy lukas, talpán szivárgó csizmát tartó fiú szobra áll. A park névadója, Leoncio Vidal előtt egy Olaszországban készített büszt tiszteleg. A parkban látható Marta Abreu filantróp szobra, és felállították az Eiffel-torony fából készült, az eredetinél jóval kisebb mását.
A 20. században a park központi helye volt a politikai megmozdulásoknak, munkás- és diáktüntetéseknek a kubai kommunista forradalom győzelméig. 1999-ben, Santa Clara alapításának 310. évfordulóján  nemzeti műemlékké nyilvánították a Leoncio Vidal parkot.
A park körül számos fontos épület található, köztük a zöld színű Santa Clara Libre Hotel, amely a Santa Clarát a Che Guevara által vezetett kommunista csapatok ellen 1958-ban védő katonák egyik állásaként működött. A betonépület oldalán ma is látszanak a lövedékek által ütött lyukak. Szinte eredeti fényében maradt fenn az 1885 óta működő Teatro la Caridad színház, amely a kubai spanyol gyarmati uralom idején épített hasonló célú intézmények egyik klasszikus példája; szobrokkal gazdagon díszített, freskóját Camilo Zalaya készítette. Közel hozzá áll a José Martíról elnevezett könyvtár (Biblioteca Martí).

## Galéria

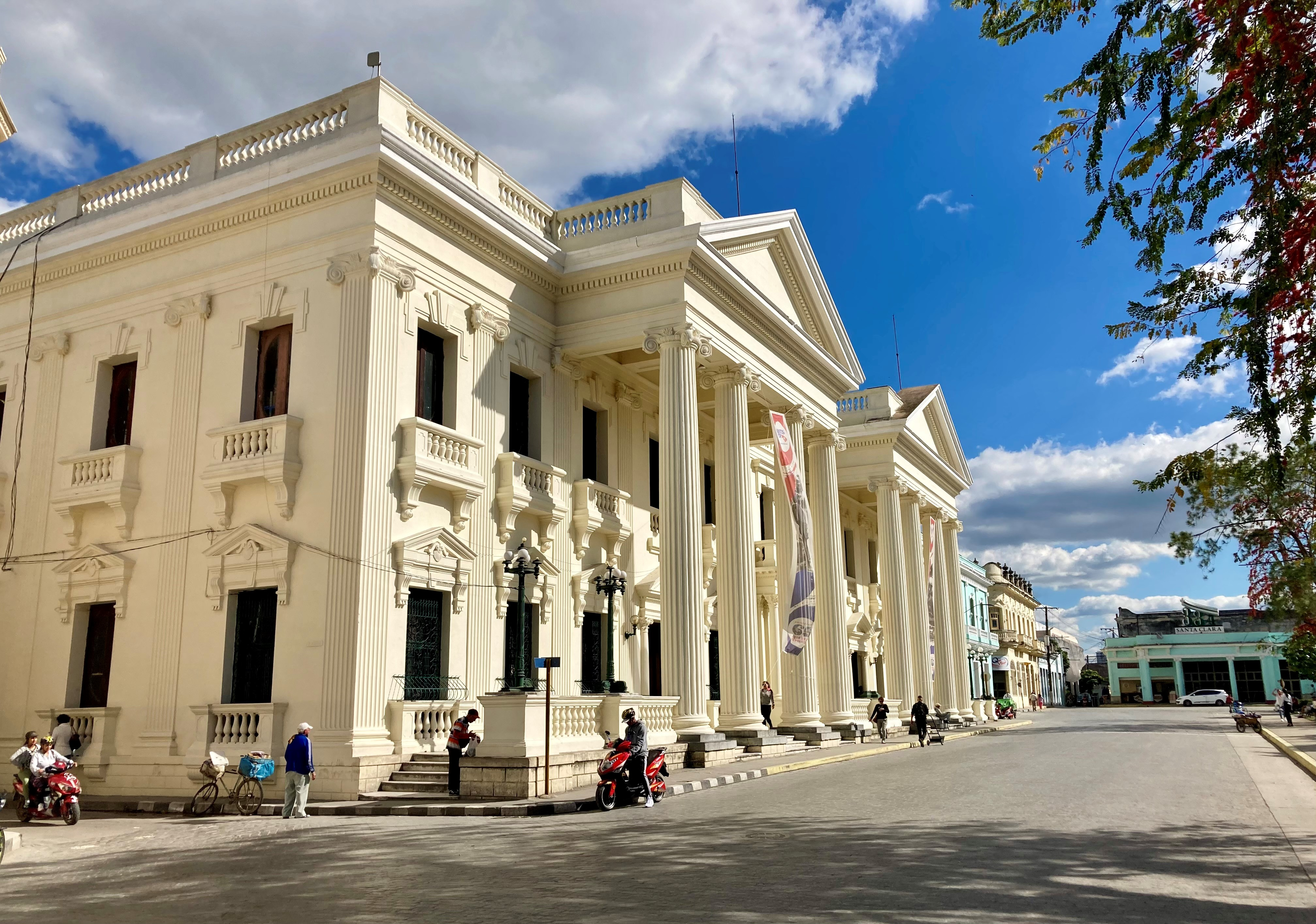
Biblioteca Marti
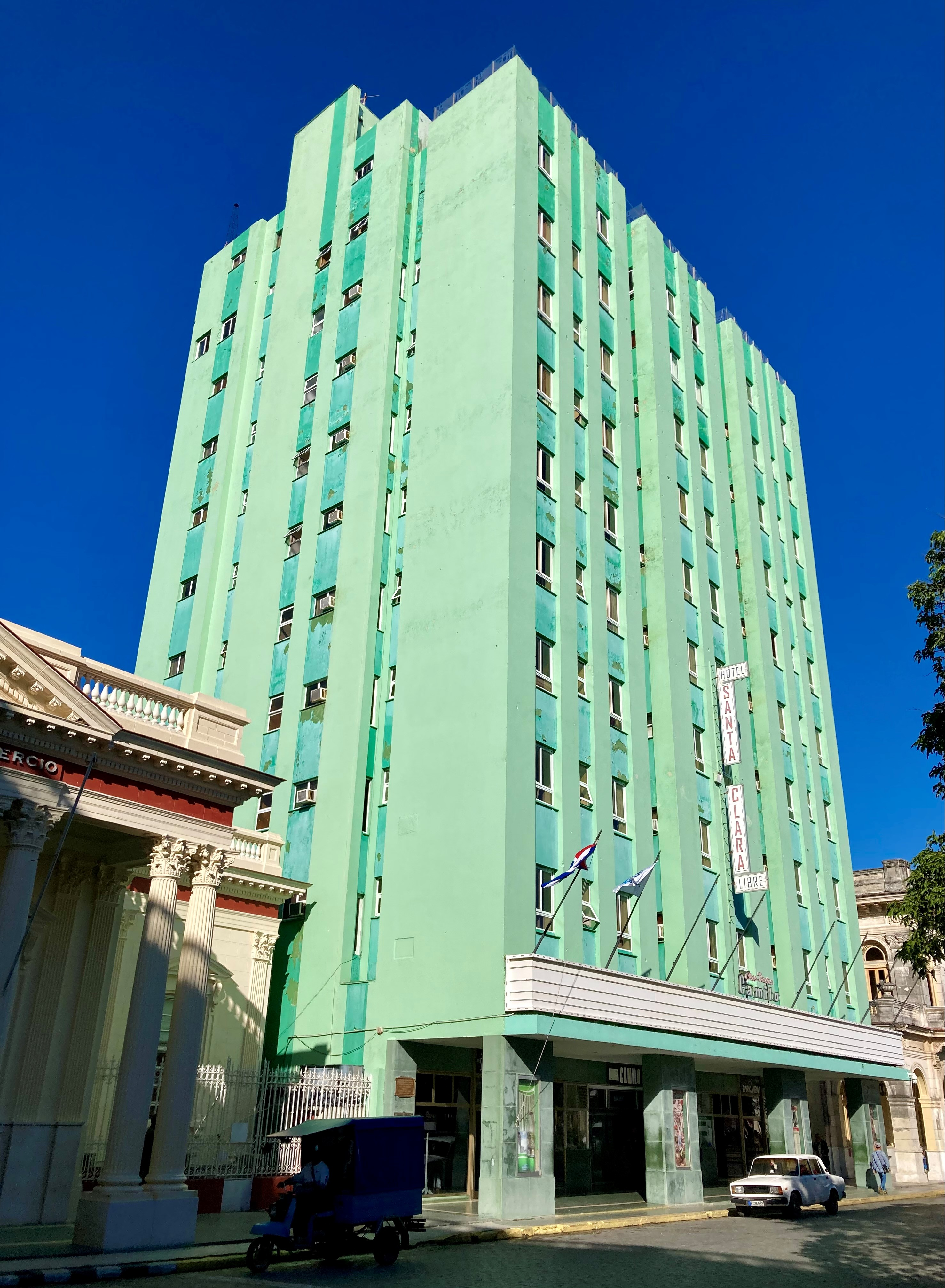
Hotel Santa Clara Libre
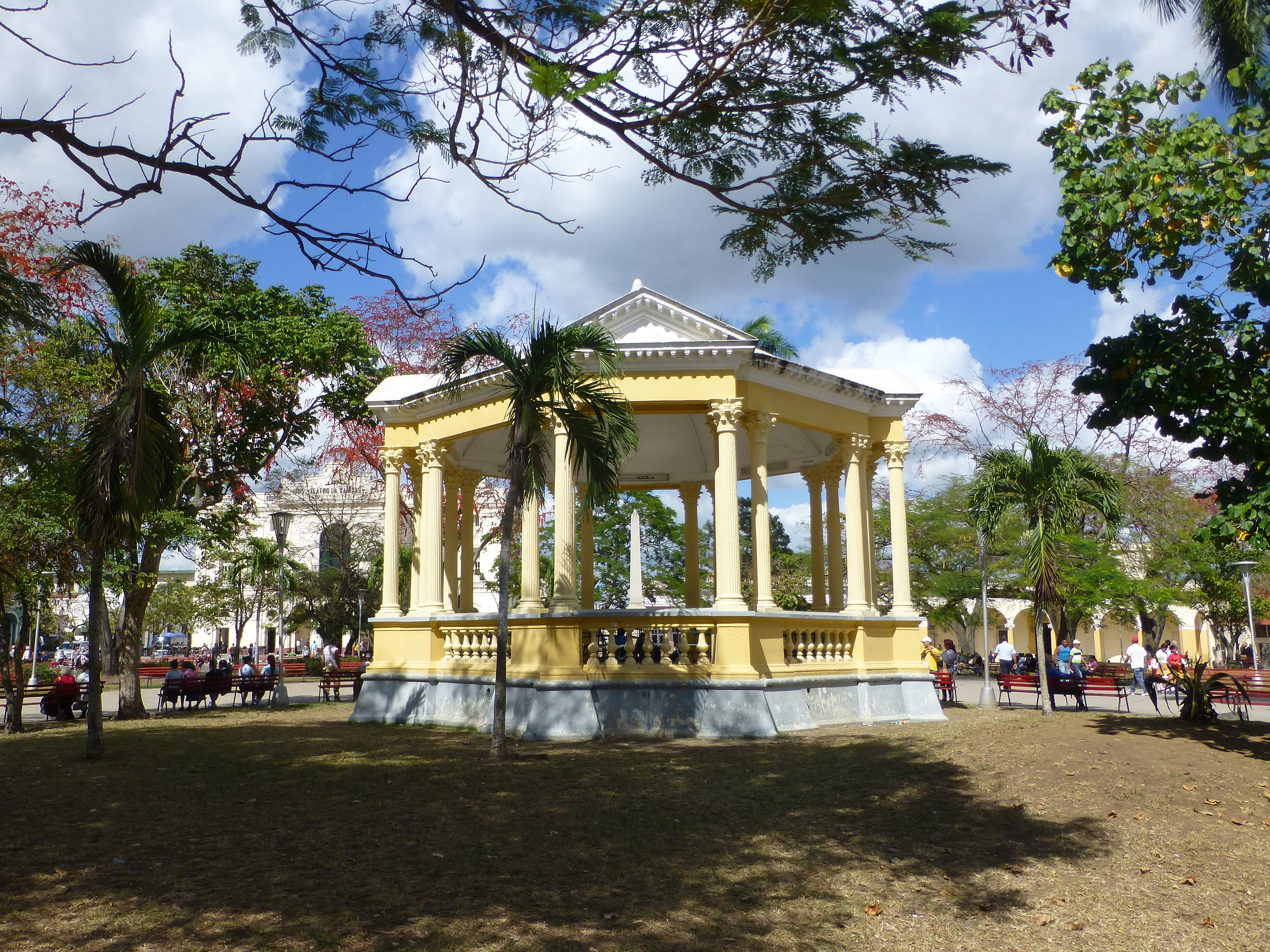
A gloriett
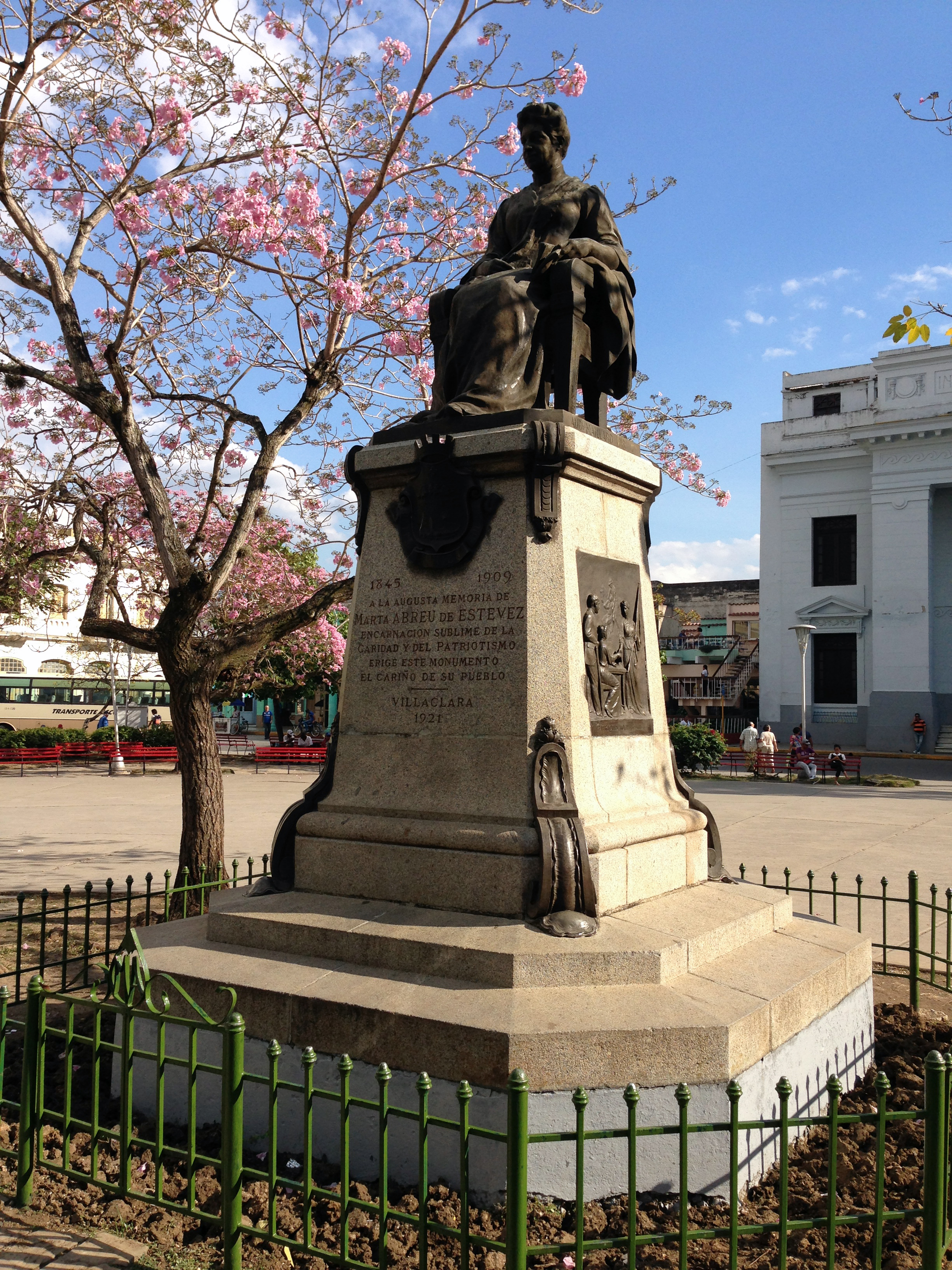
Marta Abreu szobra
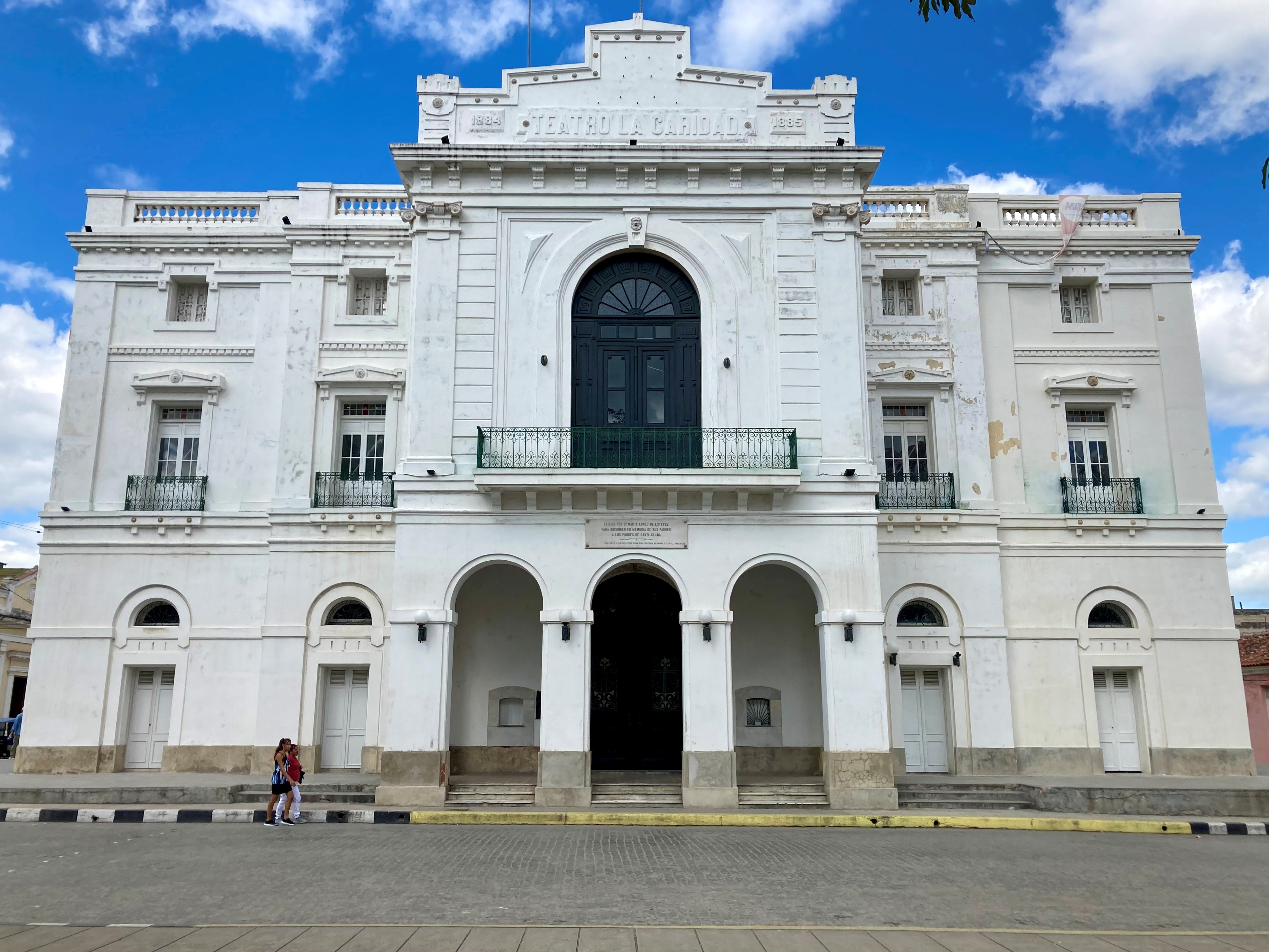
Teatro la Caridad
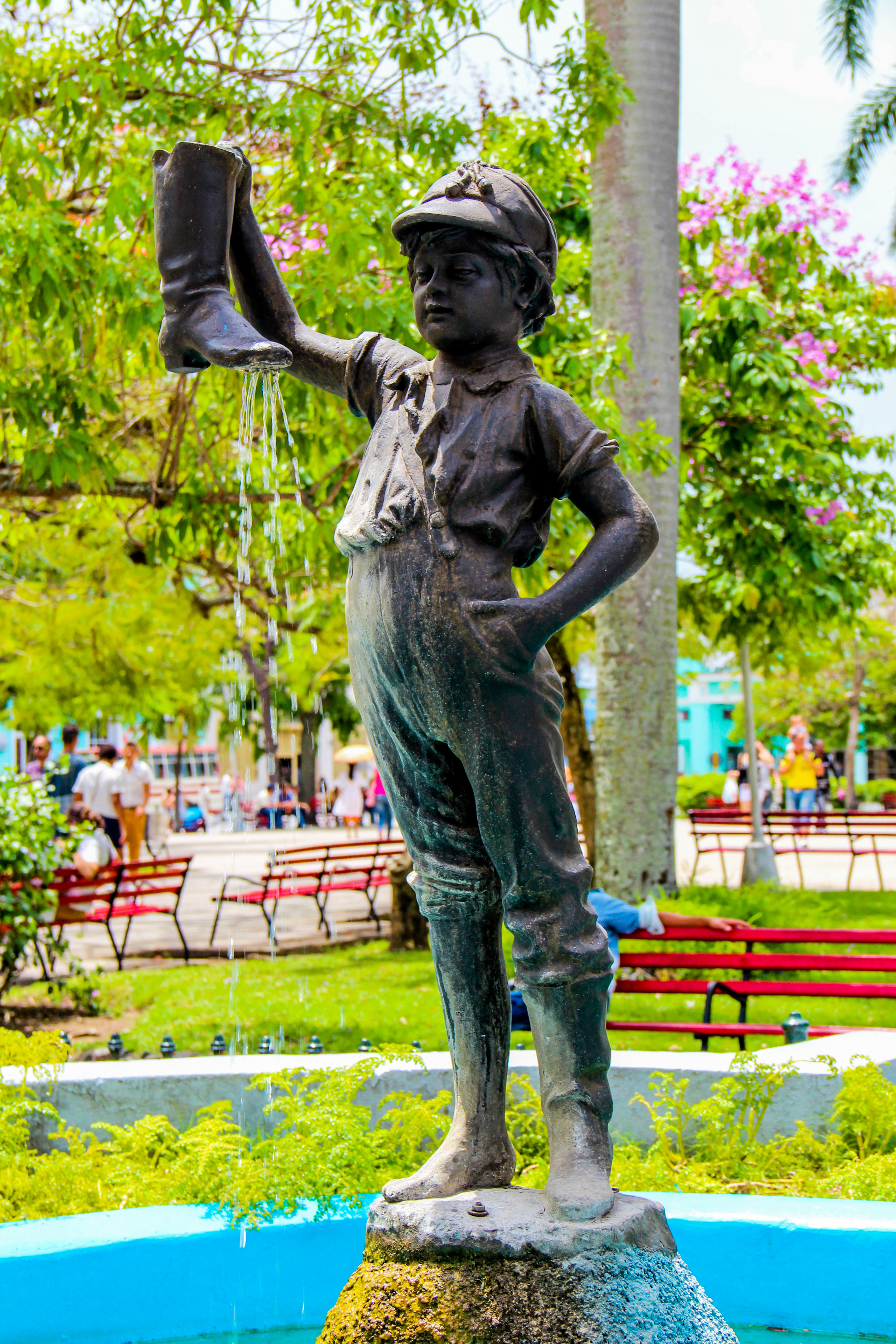
A lukas csizmájú fiú
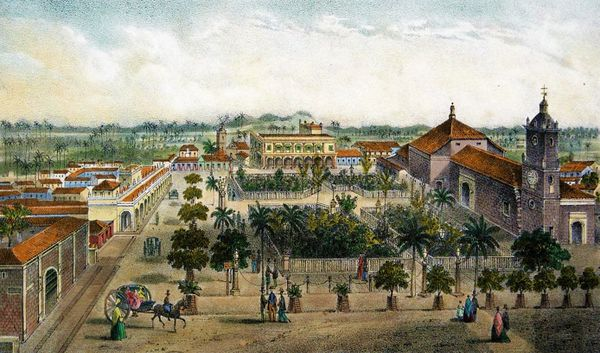
19. századi lapon